# Скіту (комуна, Олт)
Скіту (рум. Schitu) — комуна у повіті Олт в Румунії. До складу комуни входять такі села (дані про населення за 2002 рік):
- Греч (1069 осіб)
- Катанеле (991 особа)
- Ліса (495 осіб)
- Моштень (289 осіб)
- Скіту (334 особи)

Комуна розташована на відстані 121 км на захід від Бухареста, 18 км на південний схід від Слатіни, 60 км на схід від Крайови.

## Населення
За даними перепису населення 2002 року у комуні проживали 3178 осіб, усі — румуни.
Рідною мовою назвали:
| Мова      | Кількість осіб | Відсоток |
| --------- | -------------- | -------- |
| румунська | 3177           | > 99,9%  |
| угорська  | 1              | < 0,1%   |

Склад населення комуни за віросповіданням:
| Релігія       | Кількість осіб | Відсоток |
| ------------- | -------------- | -------- |
| православні   | 3175           | 99,9%    |
| баптисти      | 2              | 0,1%     |
| римо-католики | 1              | < 0,1%   |

## Зовнішні посилання
- Дані про комуну Скіту на сайті Ghidul Primăriilor